# Boom Technology
Boom Technology, Inc.（商業名稱 Boom Supersonic）是一家的美國公司，正在設計一架2.2馬赫（1,300節；2,300公里每小時）、可載客55人的超音速客機。這架客機名為Boom Overture，計劃航程為4,500海裡（8,300公里），並於2030年推出。
在 2016 年被 Y Combinator 孵化后，Boom Technology 2017 年筹集了 5100 万美元的风险投资，到 2019 年 1 月筹集了 1 亿美元。 Boom Overture三分之一规模的演示机，Boom XB-1「Baby Boom」预计将于 2021 年开始飞行测试。

## 歷史
該公司於 2014 年在Centennial成立，於 2016 年初參與了Y Combinator 創業孵化計劃，並得到了 Y Combinator、山姆·奧特曼、Seraph Group、Eight Partners 等人的資助。
2017 年 3 月，3300 萬美元由幾家風險基金投資：Continuity Fund、RRE Ventures、Palm Drive Ventures、8VC 和 Caffeinated Capital。 到 2017 年 4 月，Boom 獲得了 4100 萬美元的總融資。 2017 年 12 月，日本航空公司投資了 1000 萬美元，將公司資本提高到 5100 萬美元：足以建造 XB-1“Baby Boom”演示機並完成測試，並提前啟動 55座客機的設計工作。 2019 年 1 月，Boom 又籌集了 1 億美元，使總額達到 1.51 億美元，然後計劃在 2019 年晚些時候進行演示機首飛。
2021 年 6 月，聯合航空公司宣布已簽署協議購買 15 架 Boom Overture 飛機，並可選擇再購買 35 架。 它們計劃於 2029 年開始為乘客提供服務。 

## 計劃

### XB-1 Baby Boom
XB-1 Baby Boom 是一種三分之一規模的超音速演示機，旨在保持 2.2 馬赫，航程超過 1,000 海里（1,900），由三台 4,300 英磅力（19千牛頓）乾式通用電氣 J85-15s。XB-1 的模擬器已經使用 X-Plane 11 構建來測試飛行模型。雖然預計在 2022 年進行飛行測試，但因某些原因而將首飛計畫推遲至 2024 年進行。

### 序曲客機
Overture 是一個建議速度為 2.2 馬赫（1,300 節；2,300 節），預計航程約 4,500 海里（8,300）的民航機。 Boom 表示，有 500 條可行的航線，可能會有 1,000 架商務艙票價的超音速客機的市場。 到 2017 年 12 月，它已經收集了 76 項承諾。它將保留協和飛機的三角翼配置，但將使用複合材料建造。 由三台推力達15,000～20,000英磅力（67～89千牛頓）的渦扇發動機提供動力； 2019 年將選擇衍生設計或全新設計。
2020 年 9 月，該公司宣布他們已簽約開發 Overture，可能用作空軍一號。 Boom 首席執行官 Blake Scholl “估計 Overture 上的航班將在 2030 年推出。”
2021 年，Boom 宣布計劃在 2026 年開始 Overture 試飛。